# Partido Socialista Europeu
O Partido Socialista Europeu (PSE) é um partido político europeu cujos membros são sociais-democratas socialistas e partidos trabalhistas dos estados-membros da União Europeia assim como da Noruega, Suíça, Moldávia, Turquia, Tunísia, Marrocos, Egito, Israel, Palestina, Geórgia, Arménia, Bósnia e Herzegovina, Albânia, Macedónia do Norte, Moldávia, Montenegro, Islândia, Andorra e San Marino. Forma um dos grupos partidários do Parlamento Europeu, através da Aliança Progressista dos Socialistas e Democratas.
O PSE foi fundado em 1992 para suceder a Confederação de Partidos Socialistas da Comunidade Europeia.
O seu presidente atual é Sergei Stanishev. Os membros do PSE estão entre as maiores instituições da União, incluindo: Parlamento Europeu, Comissão Europeia, Conselho da União Europeia, Conselho Europeu e o Comité das Regiões. O PSE é constituído por 33 partidos-membros, doze partidos associados e doze partidos com estatuto de observadores. O PSE é uma organização associada da Internacional Socialista.

## Nomes oficiais
Além da versão em português, os seguintes nomes são oficiais e utilizados nas respectivas línguas:
- Albanês: Partia e Socialistëve Europianë
- Bósnio: Stranka evropskih socijalista
- Búlgaro: Партия на европейските социалисти, Partija na evropejskite socialisti
- Croata: Stranka europskih socijalista
- Checo: Strana evropských socialistů
- Dinamarquês: De Europæiske Socialdemokrater
- Estoniano: Euroopa Sotsialistlik Partei
- Finlandês: Euroopan sosialidemokraattinen puolue
- Francês: Parti socialiste européen
- Grego: Ευρωπαϊκό Σοσιαλιστικό Κόμμα, Eurōpaïko Sosialistiko Komma
- Inglês: Party of European Socialists
- Irlandês: Páirtí na Sóisialaithe Eorpach
- Islandês: Flokkur evrópskra sósíalista
- Italiano: Partito del Socialismo Europeo
- Letão: Eiropas Sociāldemokrātiskā partija
- Lituano: Europos socialistų partija
- Luxemburguês: Partei vun den Europäesche Sozialisten
- Macedónio: Партија на европските социјалисти, Partija na evropskite socijalisti
- Maltês: Partit tas-Soċjalisti Ewropej
- Norueguês: Det europeiske sosialdemokratiske partiet
- Neerlandês: Partij van Europese Socialisten
- Polonês: Partia Europejskich Socjalistów
- Romeno: Partidul Socialiștilor Europeni
- Sérvio: Партија европских социјалиста, Partija evropskih socijalista
- Eslovaco: Strana európskych socialistov
- Esloveno: Stranka evropskih socialistov
- Castelhano: Partido Socialista Europeo
- Sueco: Europeiska socialdemokratiska partiet
- Alemão: Sozialdemokratische Partei Europas
- Turco: Avrupa Sosyalistler Partisi
- Húngaro: Európai Szocialisták Pártja

## Financiamento
Enquanto partido político europeu registado, o partido tem direito a financiamento público europeu, que tem recebido continuamente desde 2004.
Apresenta-se de seguida a evolução do financiamento público europeu recebido pelo partido.
Montante (€)Financiamento público europeu dos partidos políticos europeus02.000.0004.000.0006.000.0008.000.00010.000.00012.000.0002004200720102013201620192022Montantes máximos de financiamento públicoMontantes de financiamento público efetivamente recebidos
Em conformidade com o Regulamento relativo aos partidos políticos europeus e às fundações políticas europeias, o partido também angaria fundos privados para cofinanciar as suas actividades. A partir de 2025, os partidos europeus devem angariar, pelo menos, 10% das suas despesas reembolsáveis a partir de fontes privadas, enquanto o restante pode ser coberto através de financiamento público europeu.
Segue-se a evolução das contribuições e donativos recebidos pelo partido.
Montante (€)Contribuições angariadas pelos partidos políticos europeus200.000400.000600.000800.0001.000.0001.200.0001.400.00020042008201220162020PSE
Montante (€)Donativos angariados pelos partidos políticos europeus050010001500200025002004200720102013201620192022PSE

## Membros

### Partidos políticos

#### Membros actuais
| País          | Nome                                               | Nome    | Status            |
| ------------- | -------------------------------------------------- | ------- | ----------------- |
| Alemanha      | Partido Social-Democrata da Alemanha               | SPD     | Governo           |
| Áustria       | Partido Social-Democrata da Áustria                | SPÖ     | Oposição          |
| Bélgica       | Partido Socialista                                 | PS      | Governo           |
| Bélgica       | Vooruit                                            | Vooruit | Governo           |
| Bulgária      | Partido Socialista Búlgaro                         | BSP     | Oposição          |
| Chéquia       | Partido Social-Democrata Checo                     | ČSSD    | Governo           |
| Chipre        | Movimento pela Social-Democracia                   | EDEK    | Oposição          |
| Croácia       | Partido Social-Democrata da Croácia                | SDP     | Oposição          |
| Dinamarca     | Partido Social-Democrata                           | A       | Governo           |
| Eslováquia    | Direção—Social-Democracia                          | Smer-SD | Oposição          |
| Eslovénia     | Social-Democratas                                  | SD      | Oposição          |
| Espanha       | Partido Socialista Operário Espanhol               | PSOE    | Governo           |
| Estónia       | Partido Social Democrata                           | SDE     | Oposição          |
| Finlândia     | Partido Social Democrata da Finlândia              | SDP     | Oposição          |
| França        | Partido Socialista                                 | PS      | Oposição          |
| Grécia        | Movimento Socialista Pan-helénico                  | PASOK   | Oposição          |
| Hungria       | Partido Socialista Húngaro                         | MSZP    | Oposição          |
| Irlanda       | Partido Trabalhista                                | Lab     | Oposição          |
| Itália        | Partido Democrático                                | PD      | Oposição          |
| Itália        | Partido Socialista Italiano                        | PSI     | Oposição          |
| Letónia       | Partido Social-Democrata "Harmonia"                | SDPS    | Oposição          |
| Lituânia      | Partido Social Democrata da Lituânia               | LSDP    | Oposição          |
| Luxemburgo    | Partido Socialista dos Trabalhadores do Luxemburgo | LSAP    | Governo           |
| Malta         | Partido Trabalhista                                | PL      | Governo           |
| Noruega       | Partido Trabalhista Norueguês                      | AP      | Oposição          |
| Países Baixos | Partido do Trabalho                                | PvdA    | Oposição          |
| Polónia       | Aliança da Esquerda Democrática                    | SLD     | Oposição          |
| Polónia       | União do Trabalho                                  | UP      | Extra-parlamentar |
| Portugal      | Partido Socialista                                 | PS      | Oposição          |
| Reino Unido   | Partido Trabalhista                                | Lab     | Oposição          |
| Reino Unido   | Partido Social Democrata e Trabalhista             | SDLP    | Oposição          |
| Roménia       | Partido Social-Democrata                           | PSD     | Oposição          |
| Suécia        | Partido Operário Social-Democrata da Suécia        | SAP     | Governo           |

#### Partidos Associados
| País                 | Nome                                              | Nome  | Status   |
| -------------------- | ------------------------------------------------- | ----- | -------- |
| Albânia              | Partido Socialista da Albânia                     | PSS   | Governo  |
| Bósnia e Herzegovina | Partido Social Democrata da Bósnia e Herzegovina  | SDP   | Oposição |
| Bulgária             | Partido dos Social Democratas Búlgaros            | PBSD  | Oposição |
| Islândia             | Aliança Social Democrática                        | Samf. | Oposição |
| Macedónia do Norte   | União Social-Democrata da Macedónia               | SDSM  | Governo  |
| Moldávia             | Partido Democrático da Moldávia                   | PDM   | Governo  |
| Montenegro           | Partido Democrático dos Socialistas de Montenegro | DPS   | Governo  |
| Montenegro           | Partido Social Democrata de Montenegro            | SDP   | Oposição |
| Sérvia               | Partido Democrático                               | DS    | Oposição |
| Suíça                | Partido Social Democrata da Suíça                 | SP/PS | Governo  |
| Turquia              | Partido Republicano do Povo                       | CHP   | Oposição |
| Turquia              | Partido Democrático dos Povos                     | HDP   | Oposição |

#### Partidos observadores
| País            | Nome                                         | Nome                                  | Status            |
| --------------- | -------------------------------------------- | ------------------------------------- | ----------------- |
| Andorra         | Partido Social-Democrata                     | PS                                    | Oposição          |
| Arménia         | Federação Revolucionária Arménia             | ARF                                   | Extra-parlamentar |
| Chipre do Norte | Partido Republicano Turco                    | CTP                                   | Oposição          |
| Egito           | Partido Social Democrata Egípcio             | ESDP                                  | Oposição          |
| Geórgia         | Sonho Georgiano - Geórgia Democrática        | Sonho Georgiano - Geórgia Democrática | Governo           |
| Israel          | Partido Trabalhista                          | HaAvoda                               | Oposição          |
| Israel          | Meretz                                       | Meretz                                | Oposição          |
| Letónia         | Partido Social Democrata Operário Letão      | LSDSP                                 | Extra-parlamentar |
| Marrocos        | União Socialista das Forças Populares        | USFP                                  | Oposição          |
| Palestina       | Fatah                                        | Fatah                                 | Governo           |
| San Marino      | Partido dos Socialistas e Democratas         | PSD                                   | Oposição          |
| Tunísia         | Fórum Democrático pelo Trabalho e Liberdades | FDTL                                  | Extra-parlamentar |

### Membros individuais
O partido também inclui vários membros individuais, embora, tal como a maioria dos outros partidos europeus, não tenha procurado desenvolver a adesão individual em massa.
Segue-se a evolução da filiação individual no partido desde 2019.
Membros individuaisMembros individuais dos partidos políticos europeus0306090120150201920202021202220232024PSE

## Nas Instituições Europeias
| Organização        | Instituição                            | Número de lugares |
| ------------------ | -------------------------------------- | ----------------- |
| União Europeia     | Parlamento Europeu                     | 136 / 720         |
| União Europeia     | Comissão Europeia                      | 4 / 27            |
| União Europeia     | Conselho Europeu (Chefes de Governo)   | 3 / 27            |
| União Europeia     | Conselho da União Europeia (Ministros) |                   |
| União Europeia     | Comité das Regiões                     | 86 / 329          |
| Conselho da Europa | Assembleia Parlamentar                 | 157 / 612 (SOC)   |